# Orahovac
Orahovac (serb. Ораховац, alb. Rahovec lub Rahoveci) – miasto w zachodnim Kosowie (region Prizren); 20,3 tys. mieszkańców (2005). Burmistrzem miasta jest Esat Haxhijaha. Dziesiąte co do wielkości miasto Kosowa. Siedziba gminy Orahovac.
Nazwa miasta pochodzi od serbskiego słowa орах – orzech.
W wyniku albańskich czystek etnicznych przeprowadzonych wiosną 2004 roku serbscy mieszkańcy z górnej części Orahovaca zostali wypędzeni z miasta.